# رشيد أباد (سفلى أردستان)
رشید أباد (بالفارسية: رشیدآباد) هي قرية تقع في إيران في Sofla Rural District.